# Fritz Weidner

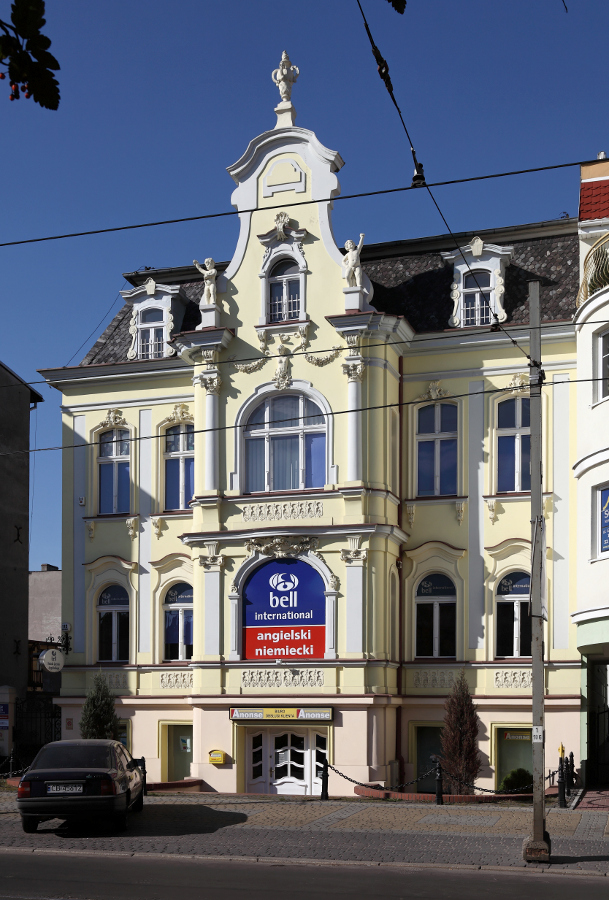
Willa Fritza Heroldta – Gdańska 119 (1895)

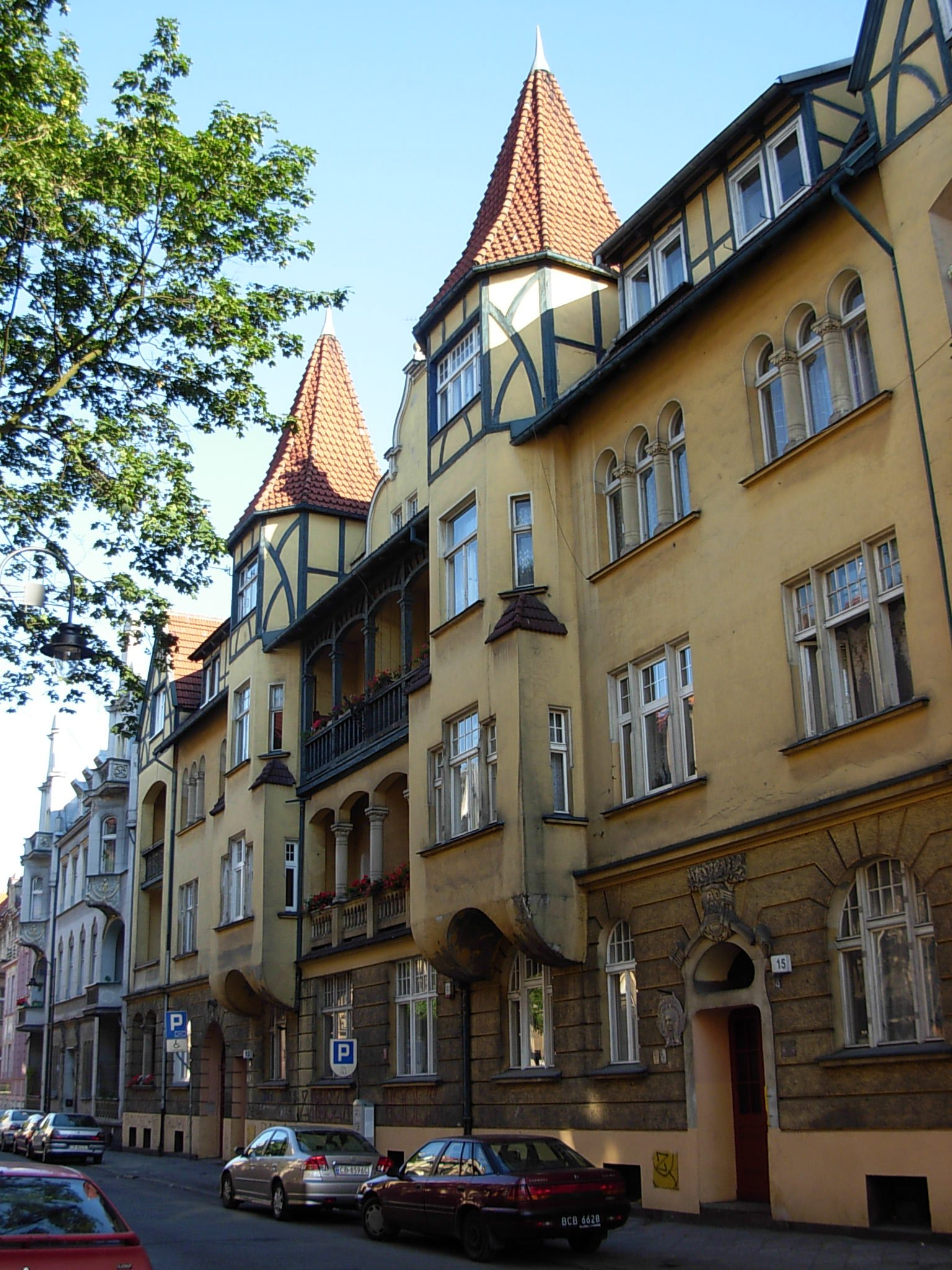
Kamienice ul. Cieszkowskiego 13-15 (1902)

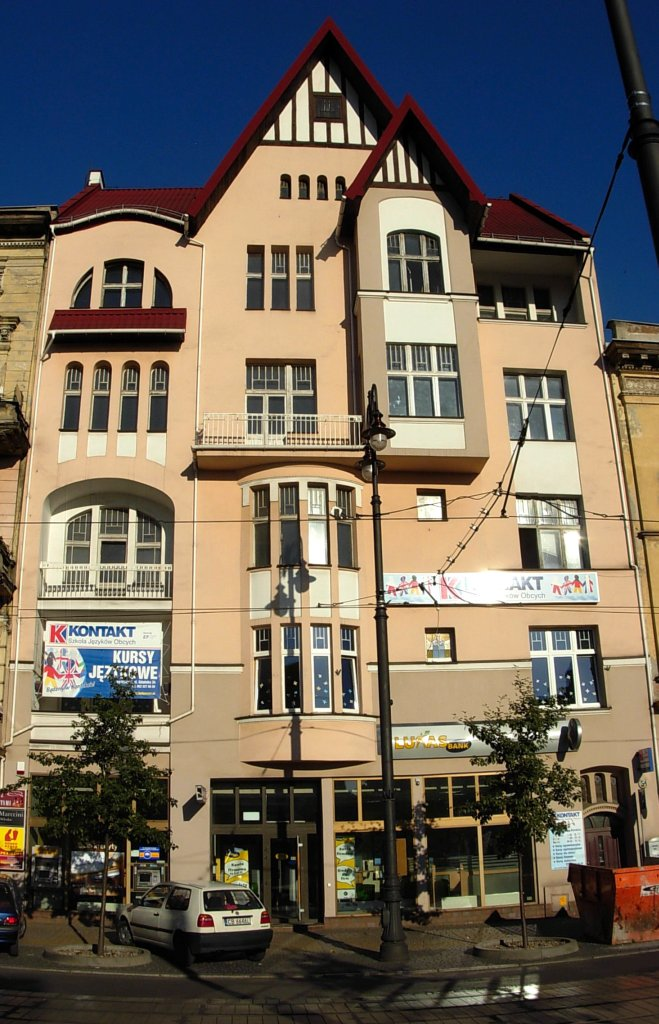
Kamienica Gdańska 34 (1906)

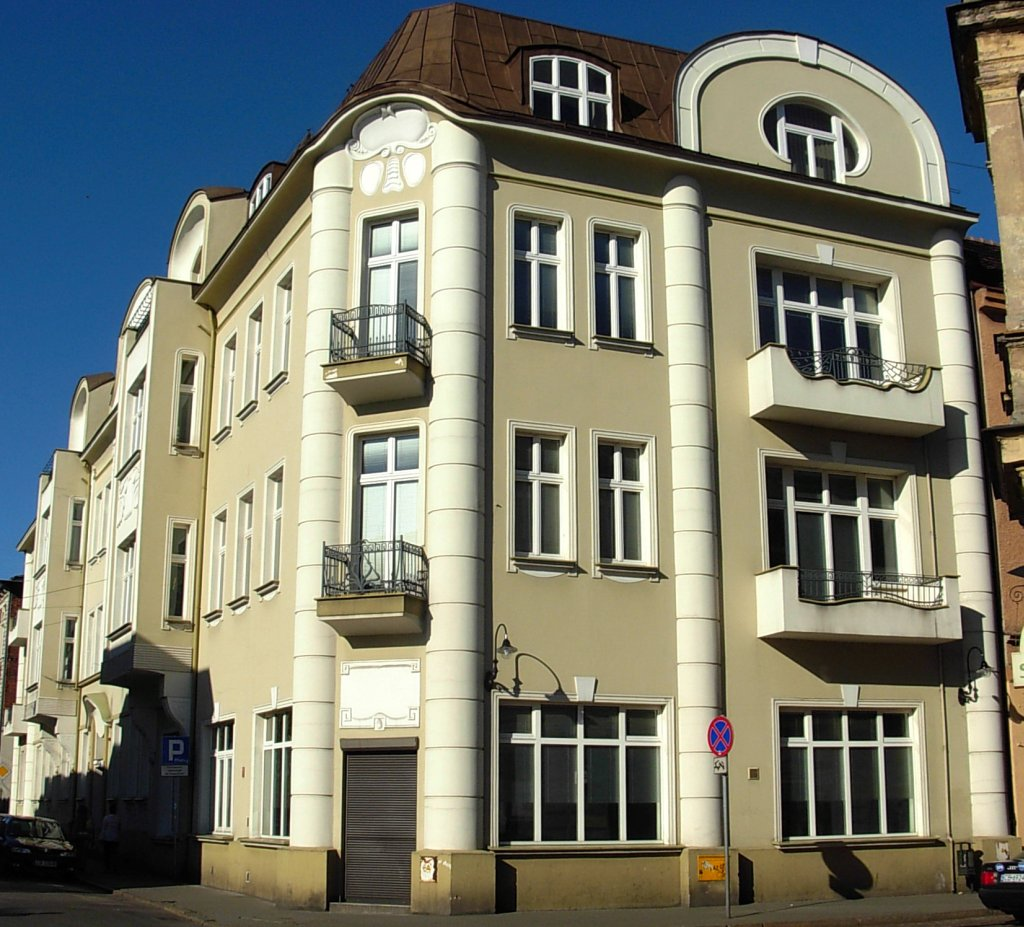
Dworcowa 19, róg Podolskiej (1909)

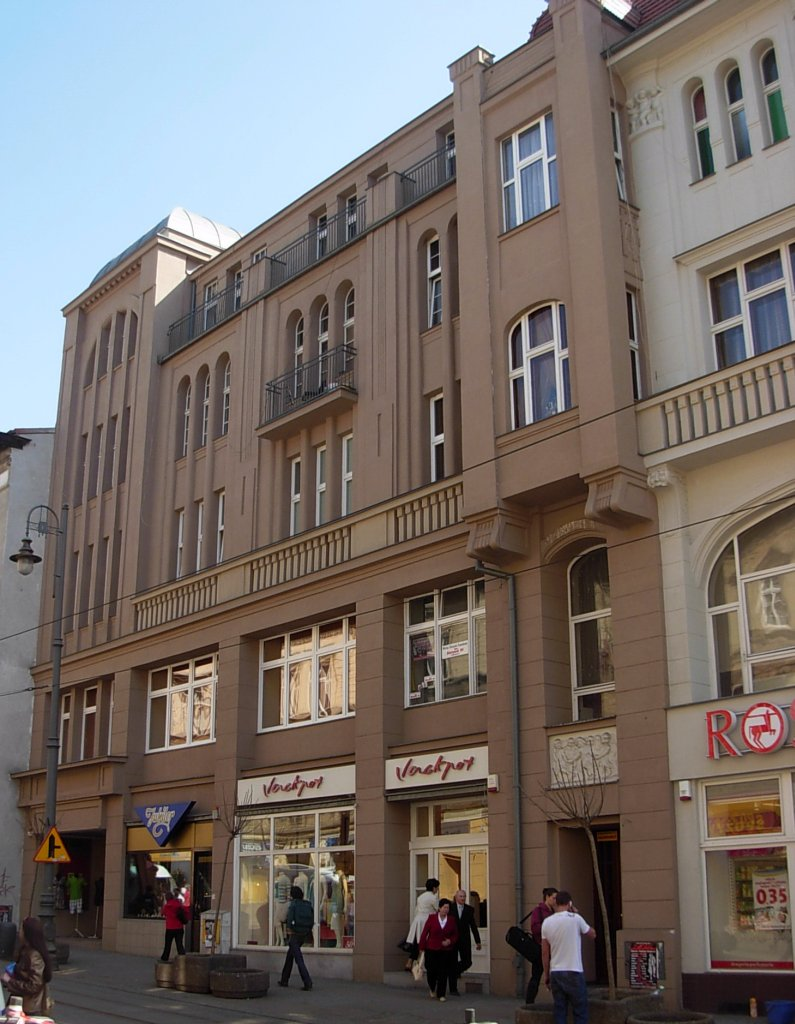
Przebudowa kamienicy Gdańska 10 (1913)

Fritz Weidner (ur. 13 marca 1863 w Nowym Drezdenku koło Drezdenka, zm. 10 października 1950 w Poczdamie) – architekt, przez większą część życia związany z Bydgoszczą.

## Życiorys
Był synem Juliusa, dozorcy odcinka kolejowego pochodzącego z okolic Bielefeld oraz Antonie Marie Augusty z domu Herold, córki Friedricha, miejscowego mistrza murarskiego. Dzieciństwo i lata wczesnej młodości spędził w domu rodzinnym. Tu ukończył szkołę powszechną i uzyskał kwalifikacje budowniczego składając egzamin mistrzowski w rzemiośle murarskim, a wkrótce także uprawnienia kierownika budowy. 
Na początku lat 80. XIX w. przeniósł się do Berlina i zamieszkał u swego brata Ernsta, także technika budowlanego; tam wedle przekazów rodzinnych, kilka semestrów studiował architekturę oraz malarstwo na Akademie der Künste w Berlinie. Krótka edukacja akademicka była niewystarczająca do uzyskania tytułu architekta, zatem zapewne kształcił się na innych uczelniach berlińskich. Tu poznał swoją przyszłą żonę, Angielkę Alice, córkę Thomasa Goodsona, który wraz z żoną Emmą z domu Wats w 1859 przybył do Berlina i pracował w tutejszym zarządzie miasta jako inżynier sanitarny. Później założył firmę pod własnym szyldem „Thomas Goodson-Tiefbaufirma”, która była biurem usług inżynierskich w zakresie budownictwa podziemnego i instalacji wodno-kanalizacyjnych. Weidner zatrudnił się w firmie Goodsona i tu właśnie stawiał pierwsze kroki jako projektant i wykonawca robót budowlanych.

### Działalność w Bydgoszczy
W 1895 przeniósł się do Bydgoszczy, gdzie objął funkcję kierownika bydgoskiej filii biura Goodsona. Z ramienia firmy nadzorował prace przy budowie kanalizacji miejskiej. Po trzech latach pracy w Bydgoszczy, ze względu na niezwykłą koniunkturę i możliwości kariery zawodowej, zdecydował się na ostateczne osiedlenie w mieście. Sprowadził swoją rodzinę i nie rezygnując ze współpracy z firmą teścia, założył własne biuro architektoniczne, Szczególnie intensywną działalność budowlaną prowadził w latach 1896-1914. Wziął udział w 90 inwestycjach, z których 25 stanowiło realizacje nowych domów frontowych, zaś pozostałe były związane z przebudową domów mieszkalnych, budową pomieszczeń gospodarczych (stajnie, garaże, magazyny) i wznoszeniem ogrodzeń i parkanów. Wspomniane obiekty stawiał przede wszystkim na zlecenie prywatnych inwestorów, głównie rentierów, fabrykantów, kupców i rzemieślników. Dziewięć nowych realizacji pozostawił przy ulicy Gdańskiej, po kilka przy ul. Cieszkowskiego, Śniadeckich, Dworcowej i  20 stycznia 1920. Trzy domy mieszkalne przy ul. Cieszkowskiego 13/14, ul. Staszica 3/5 i ul. Kołłątaja 1 zbudował na zamówienie bydgoskiej spółdzielni mieszkaniowej „Wohnungsverein”. Ostatni budynek został wyróżniony pierwszą nagrodą ex aequo z domem przy ul. 20 Stycznia 1920 25 autorstwa arch. Rudolfa Kerna, w konkursie na najpiękniejszą fasadę nowo wybudowanego domu, ogłoszonym przez władze miasta w 1912.
Weidner ustalił w 1903 kształt architektoniczny (Landhaus) i kierował pracami przy tworzeniu urzędniczego osiedla domów jednorodzinnych w podbydgoskiej gminie Bielawy, zaangażował się w bydgoski ruch „miasto-ogród”, a także uczestniczył w powstawaniu pierwszego bydgoskiego budynku żelbetowego, zaprojektowanego przez berlińskiego architekta Otto Walthera (obecny Dom Towarowy „Jedynak” przy ul. Gdańskiej 15). Jego dziełem są także dwie mniej typowe realizacje budynków użyteczności publicznej: kina Cristall-Palast (później  „Pomorzanin”) przy ul. Gdańskiej 10 i Dom Towarowy Brandt (dziś Bank PKO SA) przy pl. Teatralnym 4.

### Poglądy artystyczne
Analiza jego prac wskazuje, że jego poglądy artystyczne ewoluowały od eklektyzmu w kierunku secesji. W jego twórczości wyróżnić można trzy fazy. Początkowo, tuż po przybyciu do Bydgoszczy, jego projekty cechowała stylistyka eklektyczna, zaś zasadniczym elementem dekoracyjnym była neobarokowa sztukateria. Drugą fazę jego rozwoju stylistycznego, zapoczątkowaną w 1897, był swoisty etap przejściowy (historyzmu malowniczego), w którym dostrzec już można swobodę planowania, brak symetrii, a także odejście od dekoracji sztukatorskiej na rzecz dekoracyjnego układu elementów architektonicznych, np. kształtu okien, arkadowych loggii, wykuszy, balkonów. Od 1901, gdy jego twórczość weszła w fazę stylistyki secesyjnej, powtarzają się wymienione już cechy – asymetria i dekoracyjny układ elementów architektury budynków. Po 1905 pojawiły się również cechy modernizmu, w którym do minimum zredukowana została sztukateria, a podstawowym środkiem dekoracyjnym stał się układ elementów architektonicznych składających się na fasadę.
Fritz Weidner cieszył się w uznaniem jako architekt z wizją. Ceniono walory estetyczne zaprojektowanych przez niego budynków. Słowa krytyki przysparzały mu jednak liczne uchybienia w zachowaniu wymogów nadzoru budowlanego, tzn. przekraczanie linii zabudowy, odstępstwa od projektu, prowadzenie robót wykończeniowych bez odbioru stanu surowego budynku itp. W 1910 policja budowlana wnioskowała nawet o pozbawienie go prawa wykonywania zawodu.

### Publicystyka artystyczna
Obok typowej działalności zawodowej pasjonował się również publicystyką poświęconą problematyce nowych prądów w sztuce i architekturze. Od reszty bydgoskiego środowiska odróżniała go ambicja i poczucie artystycznej misji. Wkładał sporo sił w studiowanie i upowszechnianie wiedzy o najnowszych kierunkach w architekturze i sztukach plastycznych.
Przyszło mu działać w okresie wielkich zmian w architekturze europejskiej, w których swoją obecność w sposób wyraźny zaznaczyły także Niemcy. Zmiany te miały charakter przełomu, który znamionowała walka tradycji ze współczesnością, starego z nowym, monumentalizmu stylu wilhelmińskiego z nowinkami secesji i modernizmu. Weidner świadomy znaczenia tych zmian, jednoznacznie opowiedział się po stronie nowych prądów artystycznych.
Swoim poglądom dawał wyraz w artykułach zamieszczanych na łamach czasopisma Technische Blätter für den Deutschen Osten wydawanego przez Towarzystwo Techników (niem. Technisches Verein) – organizację powstałą w 1857, która w 1902 weszła w skład Niemieckiego Towarzystwa Sztuki i Nauki w Bydgoszczy. Skupiała przede wszystkim miejscowych przedsiębiorców budowlanych, architektów, przemysłowców i kadrę inżynierską oraz rzemieślników różnych branż. W był aktywnym członkiem komisji gospodarczej związku. Na jego posiedzeniach wielokrotnie występował z referatami i odczytami. Dotyczyły one typowych problemów technicznych związanych z projektowaniem budowli, tzn. konstrukcji, oświetlenia, sieci wodno-kanalizacyjnej itp. Inne były poświęcone zagadnieniom z zakresu teorii sztuki i koncepcji nowych prądów artystycznych. W latach 1903–1906 pełnił funkcję wiceprzewodniczącego zarządu. W 1907 brał udział w opracowaniu wydawnictwa Industrie und Gewerbe in Bromberg przygotowanego na 50-lecie Towarzystwa Techników.

### Okres po 1914 r.
Po wybuchu I wojny światowej zgłosił się do służby wojskowej. Ze względu na wiek został oddelegowany jako architekt do dyspozycji Reichsmarine i skierowany do Flandrii w celu odbudowy zniszczeń wojennych na wybrzeżu. Następnie otrzymał przydział służbowy do Ełku i Giżycka, które bardzo ucierpiały podczas działań wojennych w Prusach Wschodnich.
W 1920 powrócił do Bydgoszczy. Zdecydował się na pozostanie w mieście, pomimo exodusu ludności niemieckiej w związku z powrotem Bydgoszczy do Polski. Zapewne liczył na możliwość dalszej egzystencji w zmienionych warunkach narodowych. Rachuby te okazały się płonne, gdyż niestabilna sytuacja gospodarcza, odpływ kapitału, przede wszystkim niemieckiego i ogólna atmosfera niechęci wobec Niemców, nie sprzyjała ewentualnym inwestycjom budowlanym. Weidner był zmuszony utrzymywać się z nagromadzonych kapitałów. Umocnieniu jego pozycji wśród niemieckiej mniejszości w Bydgoszczy nie sprzyjały również sympatie polityczne, ulokowane ostatecznie w Deutsche Volkspartei in Polen – partii powołanej w 1930, skupiającej reprezentantów kręgów gospodarczych i przedstawicieli wolnych zawodów. Partia ta pozostała w opozycji do znacznie silniejszego i dzierżącego niepodzielnie prymat nad mniejszością Deutsche Vereinigung in Sejm und Senat i nie odegrała poważniejszej roli politycznej.
W 1937 wraz z żoną opuścił Bydgoszcz i osiadł w Hamburgu. Początkowo zamieszkali u starszego syna Hansa, a w 1939 przenieśli się do własnego mieszkania. W okresie II wojny światowej letnie wakacje zwykle spędzali u córki Margarete, w miasteczku Wysoka, w powiecie wyrzyskim. Dzięki temu uniknęli tragicznego losu, gdyż ich hamburskie mieszkanie zostało zbombardowane podczas nalotów alianckich w dniach 24-30 lipca 1943. Połowa miasta legła wówczas w gruzach, a życie straciło około 30 tys. mieszkańców.
W styczniu 1945 wraz z żoną uciekł przed zbliżającym się frontem do Niemiec. Podróż przebiegała w 18-stopniowym mrozie, przez Drawsko Pomorskie do Poczdamu. Tutaj przeżył ostatni wielki nalot i doczekał wejścia oddziałów wojsk radzieckich. W Poczdamie 25 września 1950 świętował z żoną diamentowe gody.
Został pochowany na nowym cmentarzu w dzielnicy Teltow. 

### Rodzina
Fritz Weidner od 1890 był żonaty z Angielką Alice Goodson. Mieli pięcioro dzieci: Charlotte, Ernę, Hansa, Margarete i Waltera. W Bydgoszczy zamieszkiwał przy ul. Dworcowej 73 m. 9.

## Realizacje w Bydgoszczy
- Gdańska 119 – willa 1895
- Gdańska 91 – dom 1897
- Gdańska 28 – dom 1897
- Gdańska 79 – dom 1898
- Gdańska 42 – dom 1905
- Gdańska 10 – dom 1905
- Gdańska 34 – dom 1906
- Gdańska 31 – dom 1903
- Gdańska 10 – kinoteatr 1913
- Cieszkowskiego 22 – dom 1898
- Cieszkowskiego 13-15 – dom 1902
- Śniadeckich 29 – dom 1902
- Śniadeckich 2 – dom 1905
- Dworcowa 71 – kamienica 1895
- Dworcowa19/Podolska – kamienica 1909
- 20 stycznia 1920 3 – dom 1907
- 20 stycznia 1920 19 – dom 1910
- Królowej Jadwigi 25 – willa 1895
- Pomorska 35/Kwiatowa 1 – dom 1897
- Marcinkowskiego 14 1901
- Wileńska 6 – dom 1903
- Plac Wolności 3 – dom  1903
- Staszica 3-5 –dom  1903
- Kołłątaja 9 – dom 1909
- Plac Teatralny 4 – dom handlowy 1911
- Piotrowskiego 4 – dom 1911
- Nakielska 47 – willa 1899

Niektóre realizacje Fritza Weidnera w Bydgoszczy

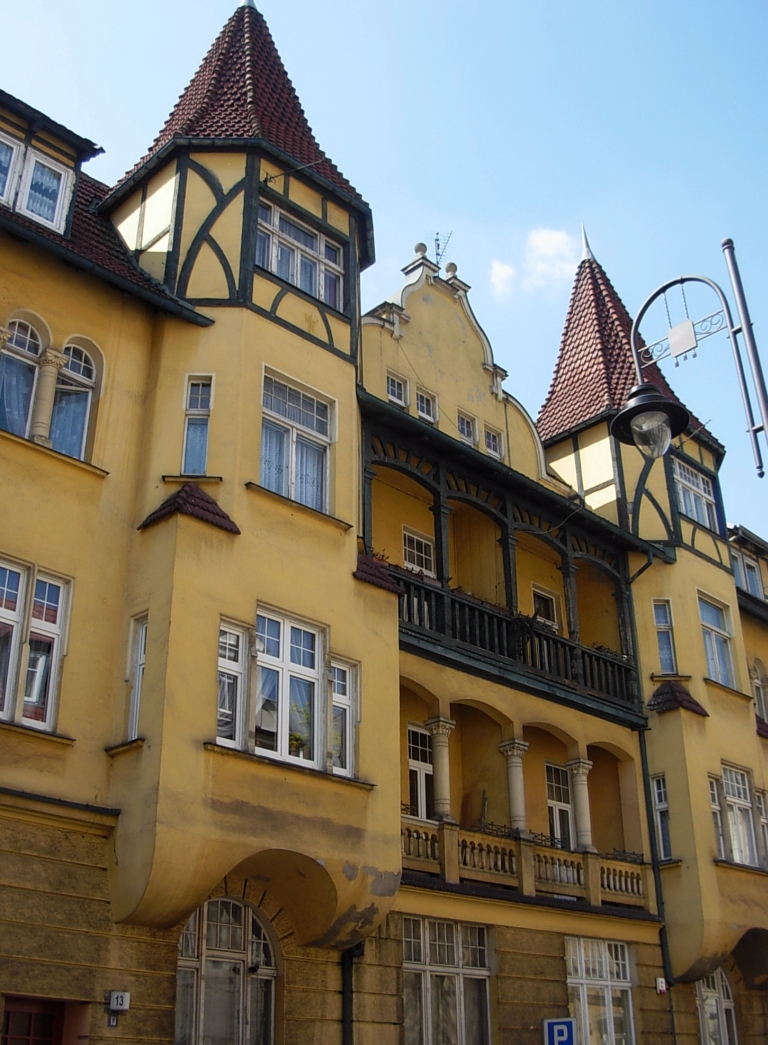
Cieszkowskiego 13-15
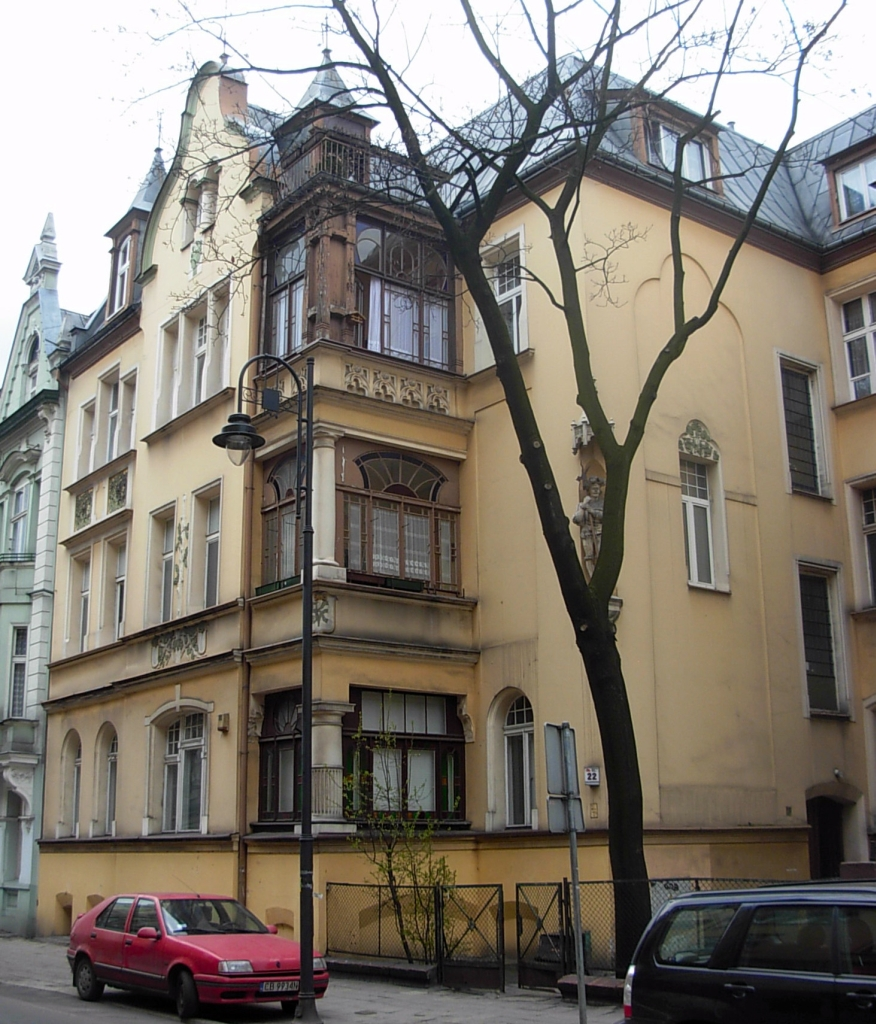
Cieszkowskiego 22
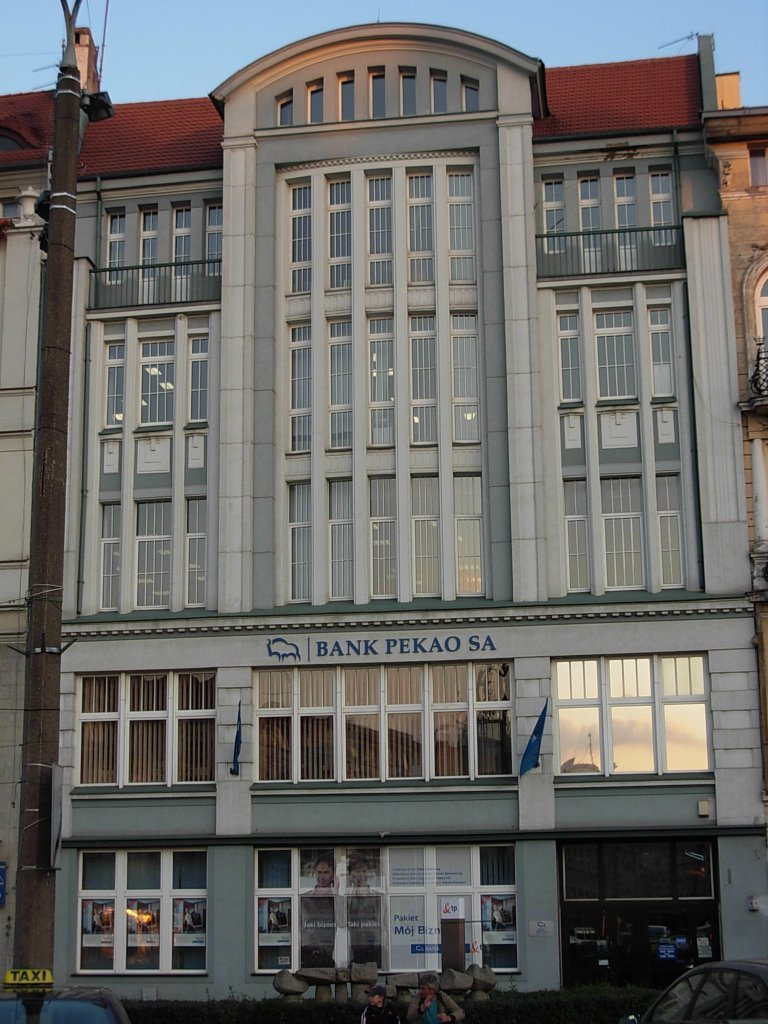
Pl. Teatralny 4
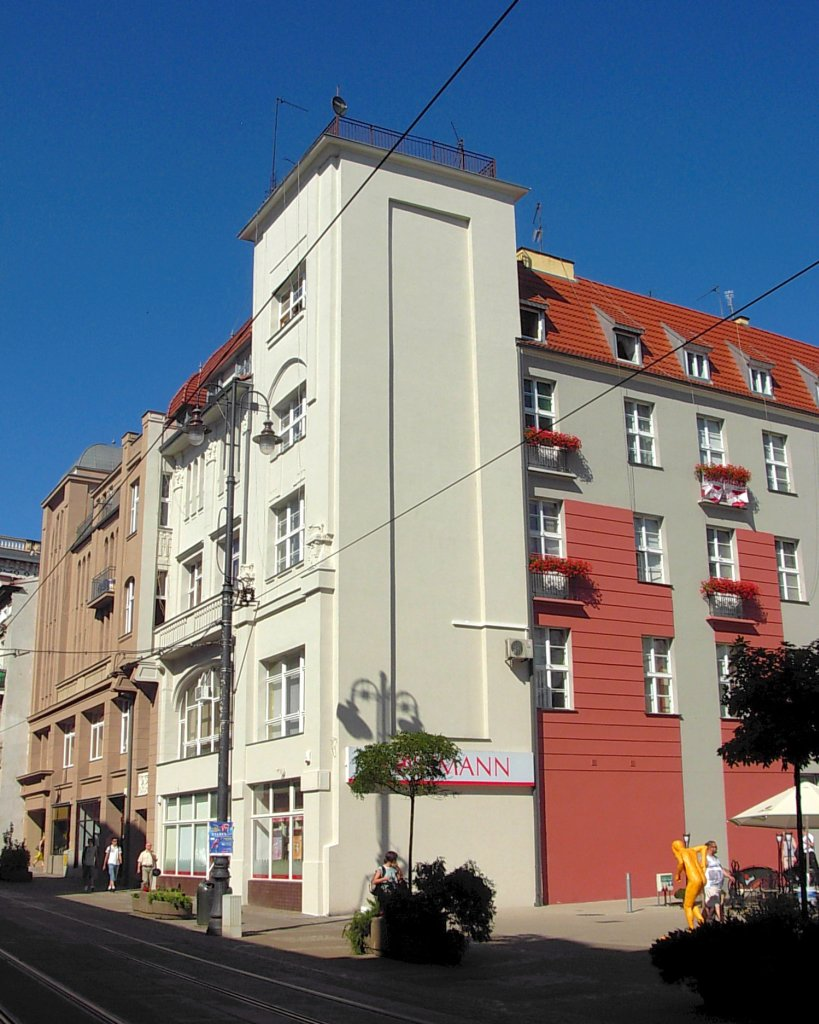
Gdańska 10
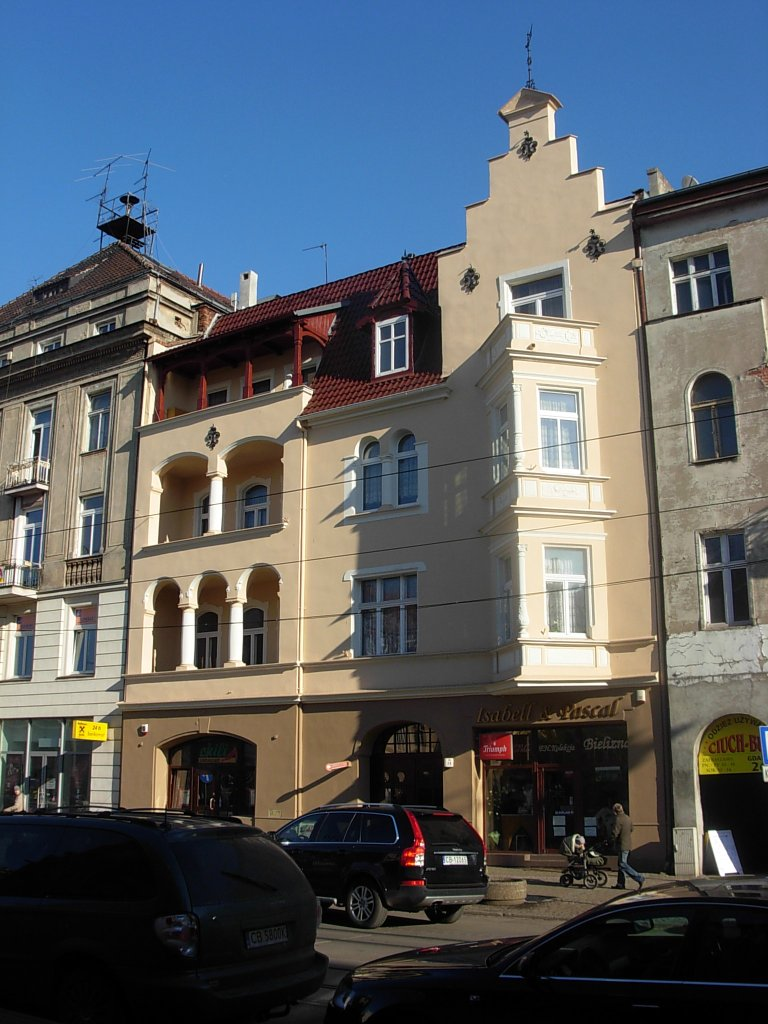
Gdańska 28
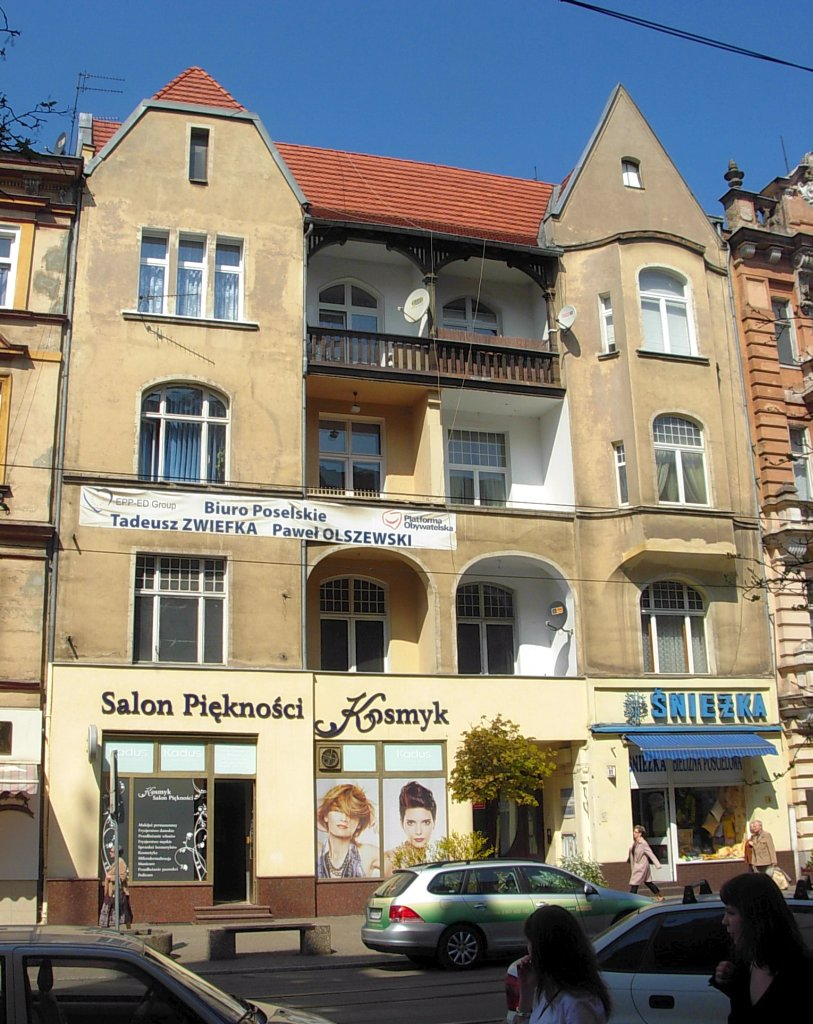
Gdańska 31
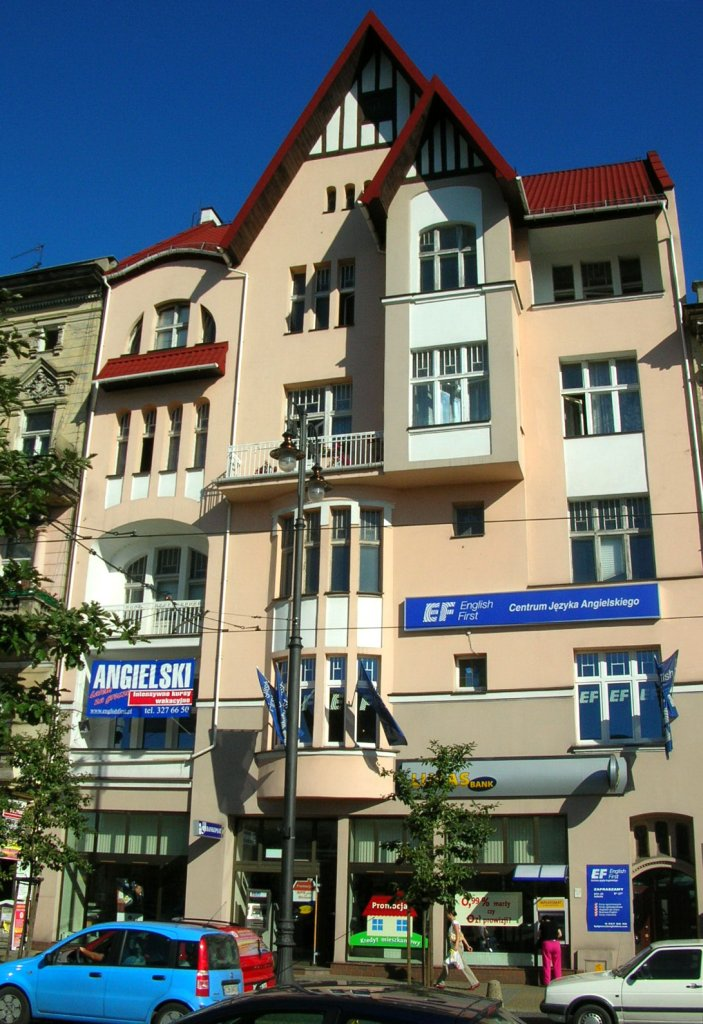
Gdańska 34
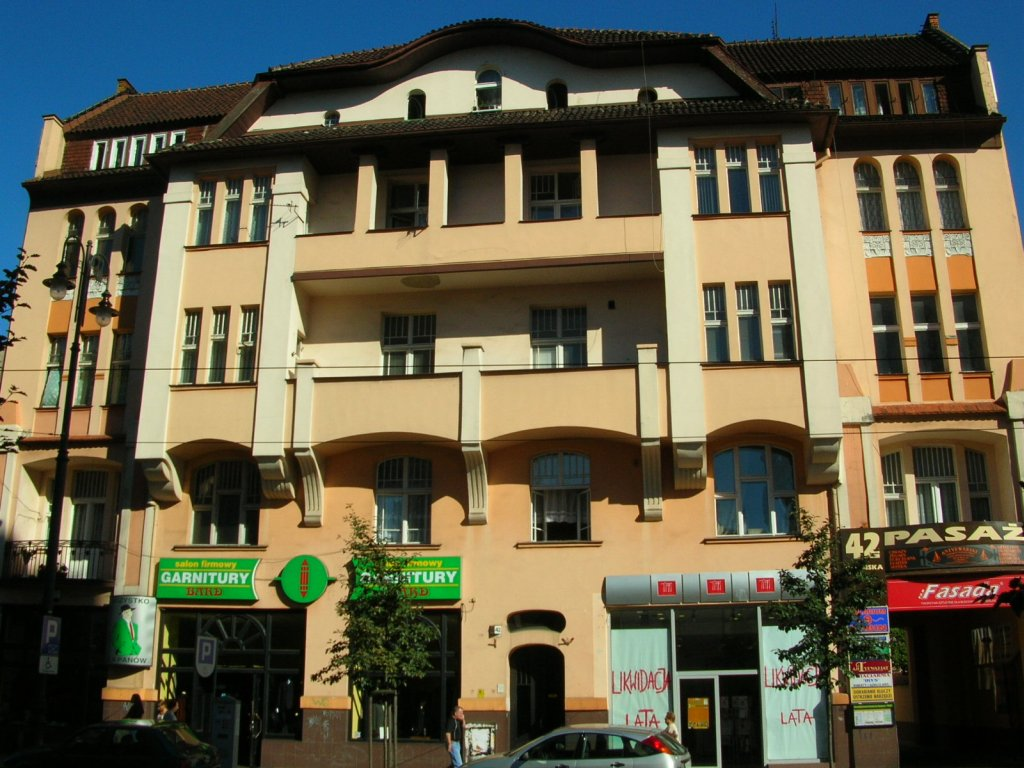
Gdańska 42
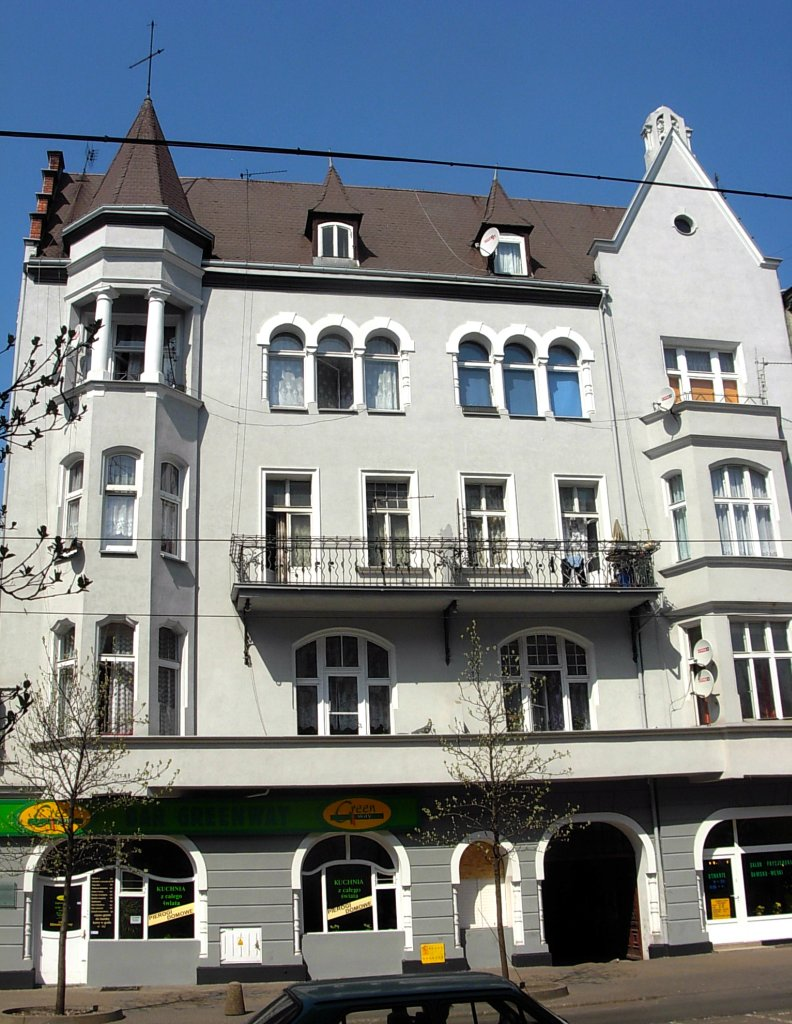
Gdańska 79
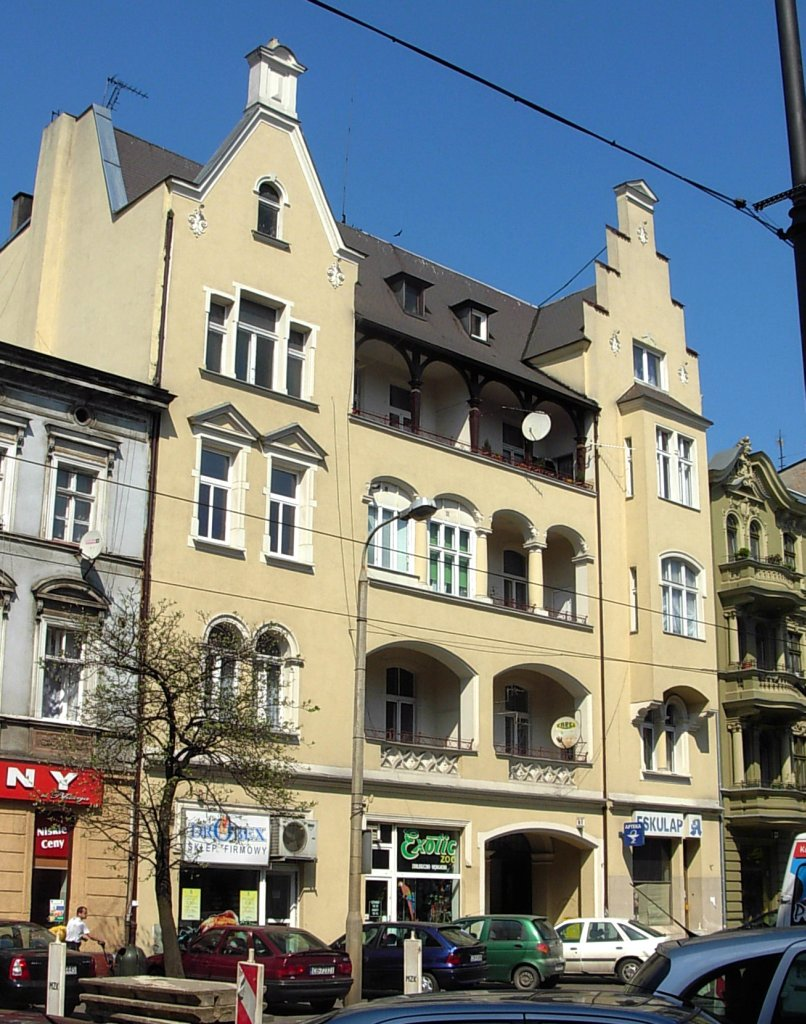
Gdańska 91
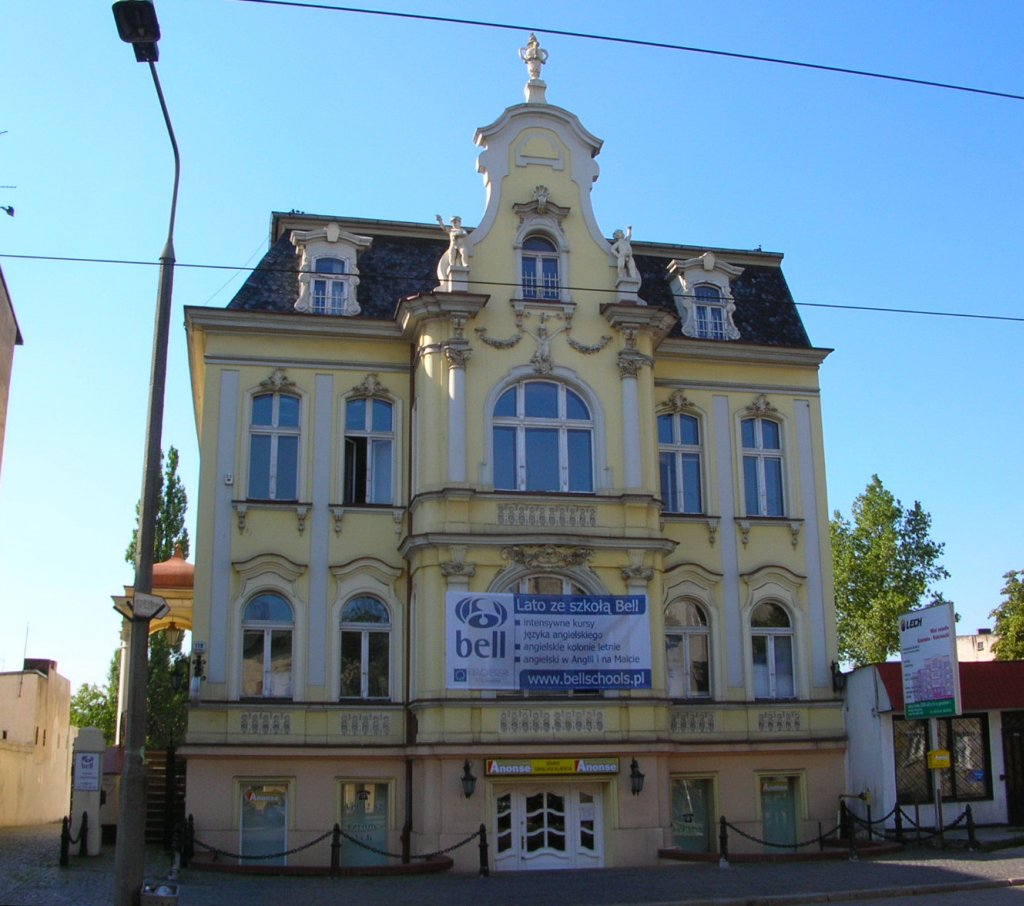
Gdańska 119
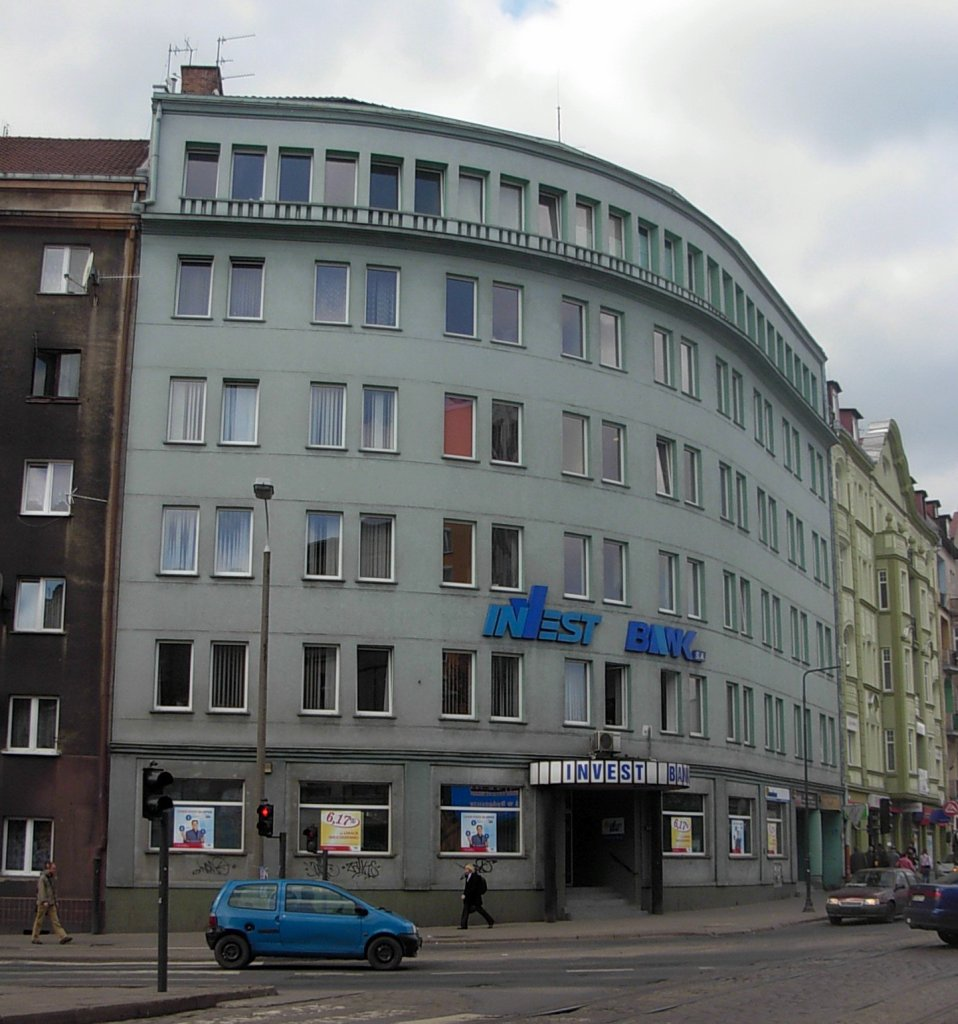
Dworcowa 71 (przebudowana po 1945 r.)
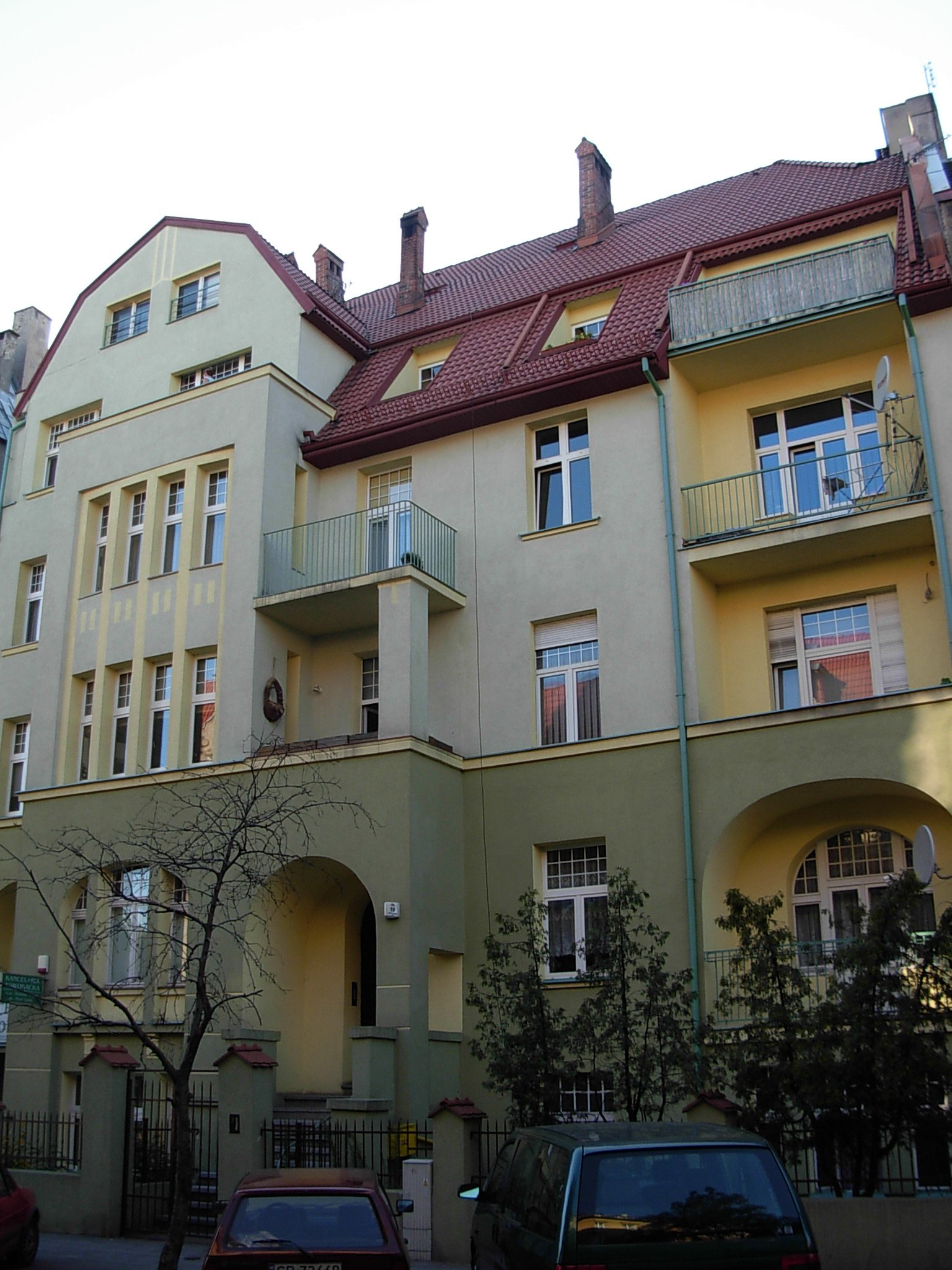
20 stycznia 1920 19
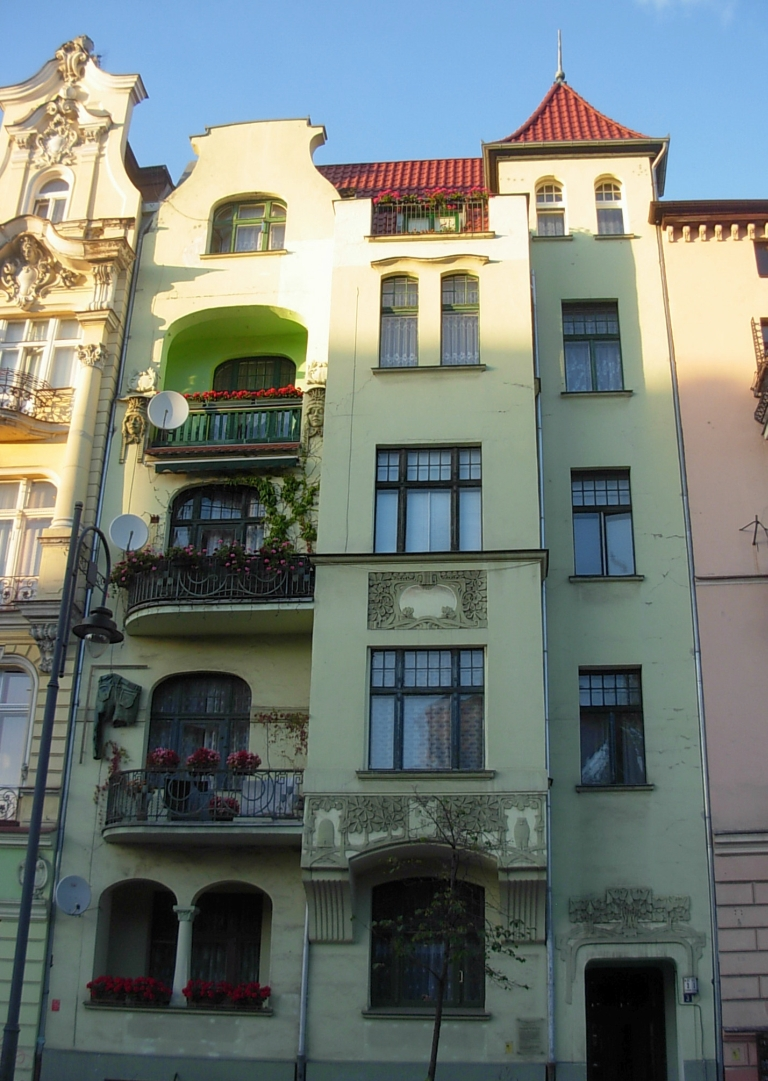
Pl. Wolności 3